# 司徒兆光
司徒兆光（1940年6月—2020年3月4日），男，原籍广东开平，生于香港，中国雕塑家，中央美术学院教授。

## 生平
1940年6月生于香港，祖籍广东开平。1947年回到广州。1955年毕业于北京101中学初中部，考入中央美术学院附中。1959年考入中央美术学院雕塑系，成为第一届雕塑班的12名学生之一。1961年赴苏联列宁格勒列宾美术学院雕塑系，师从雕塑家阿尼库申。1966年回国参加文化大革命，与画家金亭亭结婚。后在中央美术学院雕塑系任教，历任讲师、副教授、雕塑系工作室主任、教授等职。
1974年至1975年，赴西藏旅行，完成集体创作的大型泥塑《农奴愤》。1984年，石雕《廖公》获第六届全国美展铜奖。1985年，为人民币百元券创作毛泽东、刘少奇、周恩来、朱德浮雕像，并完成毛主席纪念堂中的朱德大理石像。1988年，完成北京郭沫若故居《郭沫若故居铜像》。1990年为北京奥林匹克体育中心创作铜像《遐思》。1992年，在北京和巴黎举办个人展览。1994年，完成西昌卫星发射中心大型雕塑《劲射》，并为宋庆龄故居创作《宋庆龄胸像》。2000年，为香港大学创作《孙中山像》。2009年，为中华世纪坛创作《梁思成像》。2012年《孙中山像》被中国国家博物馆收藏。2013年在国家大剧院画廊举办“生命之歌——司徒兆光的艺术情怀”展。
2020年3月4日18时在北京逝世，享年79岁。

## 家庭
父亲司徒慧敏，哥哥司徒兆敦。妻子金亭亭。